# Хронология вторжения России на Украину (с 2022)

Анимированная карта вторжения с 24 февраля по 5 декабря 2022 года
__. — территории, контролируемые Украиной
__. — территории Украины, контролируемые Россией, ДНР и ЛНР до
__. — территории Украины, над которыми контроль был установлен Россией, ДНР или ЛНР после
__. — деоккупированные украинские территории
← — направление продвижения войск России, ДНР и ЛНР
→ — направление продвижения войск Украины

Вторжение России на Украину началось 24 февраля 2022 года. Этому предшествовало сосредоточение российских войск у украинской границы и кризис в отношениях России и Украины. Полномасштабной войне России с Украиной предшествовала война на Донбассе, которая продолжалась с 2014 года, и захват Крыма Россией.

## Отдельные статьи по месяцам
| 2022 год | 2023 год | 2024 год | 2025 год |
| -------- | -------- | -------- | -------- |
| —        | Январь   | Январь   | Январь   |
| Февраль  | Февраль  | Февраль  | Февраль  |
| Март     | Март     | Март     | Март     |
| Апрель   | Апрель   | Апрель   | Апрель   |
| Май      | Май      | Май      | Май      |
| Июнь     | Июнь     | Июнь     | Июнь     |
| Июль     | Июль     | Июль     | Июль     |
| Август   | Август   | Август   | Август   |
| Сентябрь | Сентябрь | Сентябрь | Сентябрь |
| Октябрь  | Октябрь  | Октябрь  | Октябрь  |
| Ноябрь   | Ноябрь   | Ноябрь   | Ноябрь   |
| Декабрь  | Декабрь  | Декабрь  | Декабрь  |

## Хронология сражений
Ниже представлена хронология значимых сражений. При клике на название открывается статья о сражении.
Обозначения: │ — в сражении победили ВС РФ/ДНР/ЛНР
 │ — в сражении победили ВСУ

## Карты боевых действий с 01.03.2022 по 30.06.2023
Ниже представлены карты боевых действий по данным военной разведки Великобритании, начиная с шестого дня вторжения (1 марта 2022 года). Временной промежуток между картами — примерно один месяц.

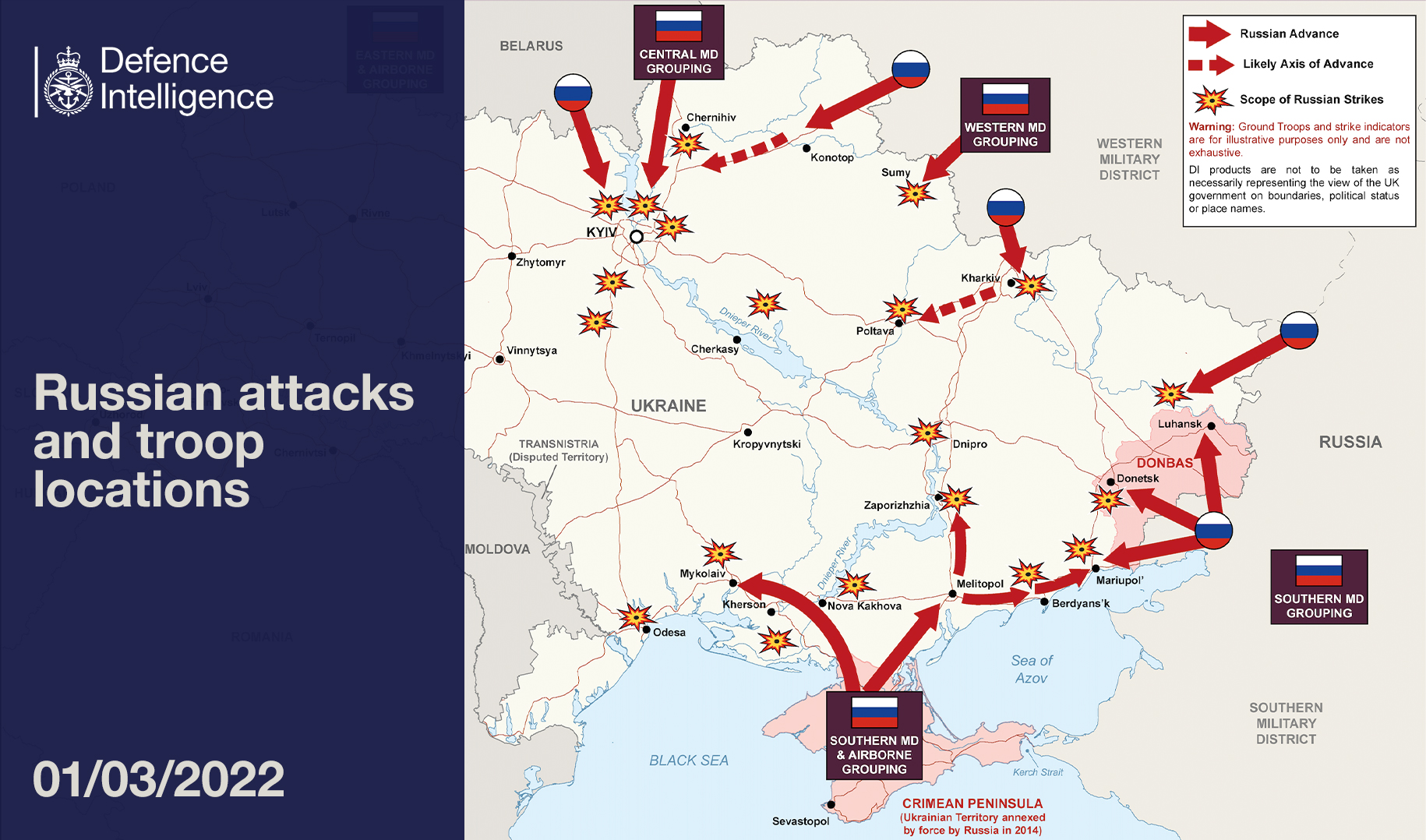
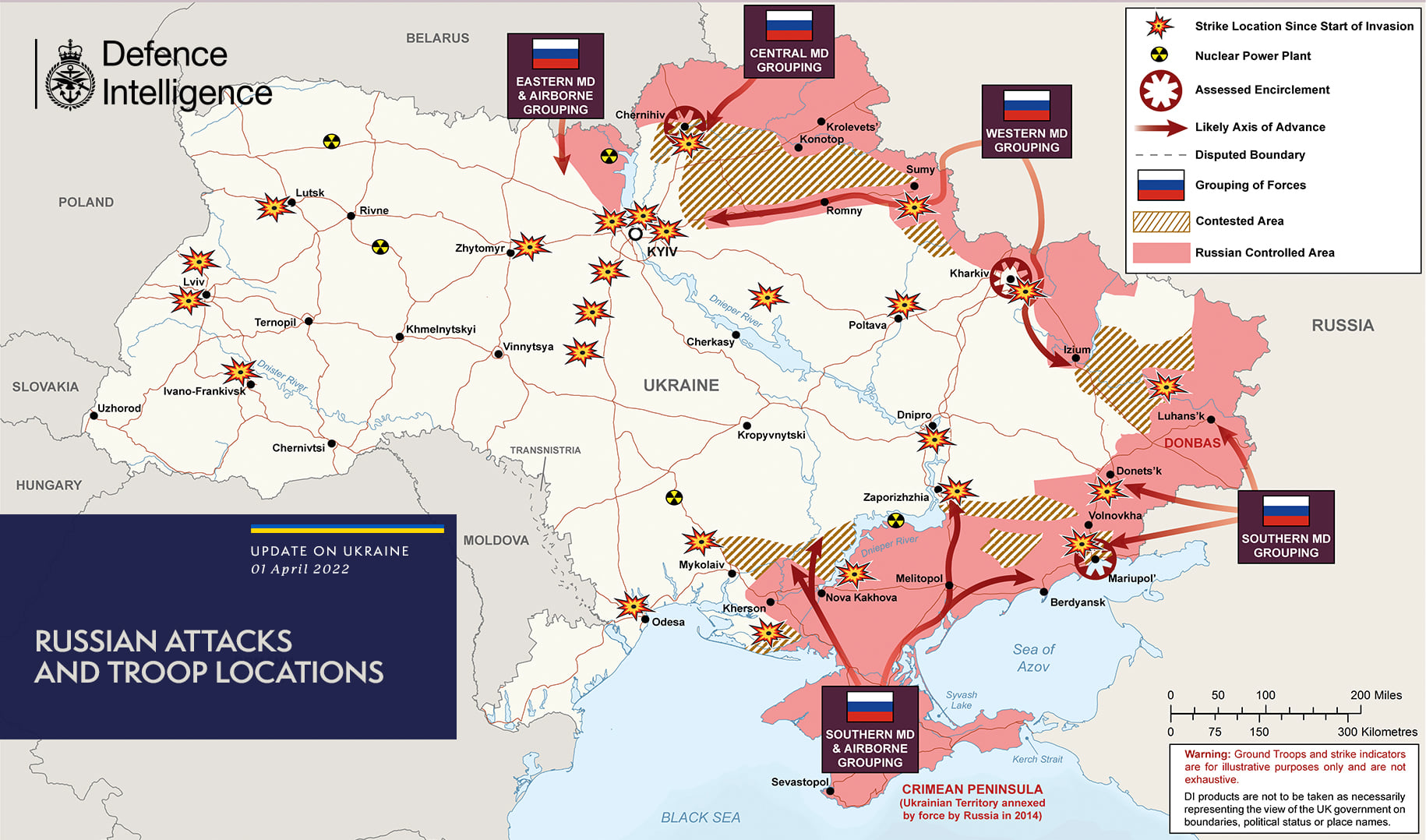
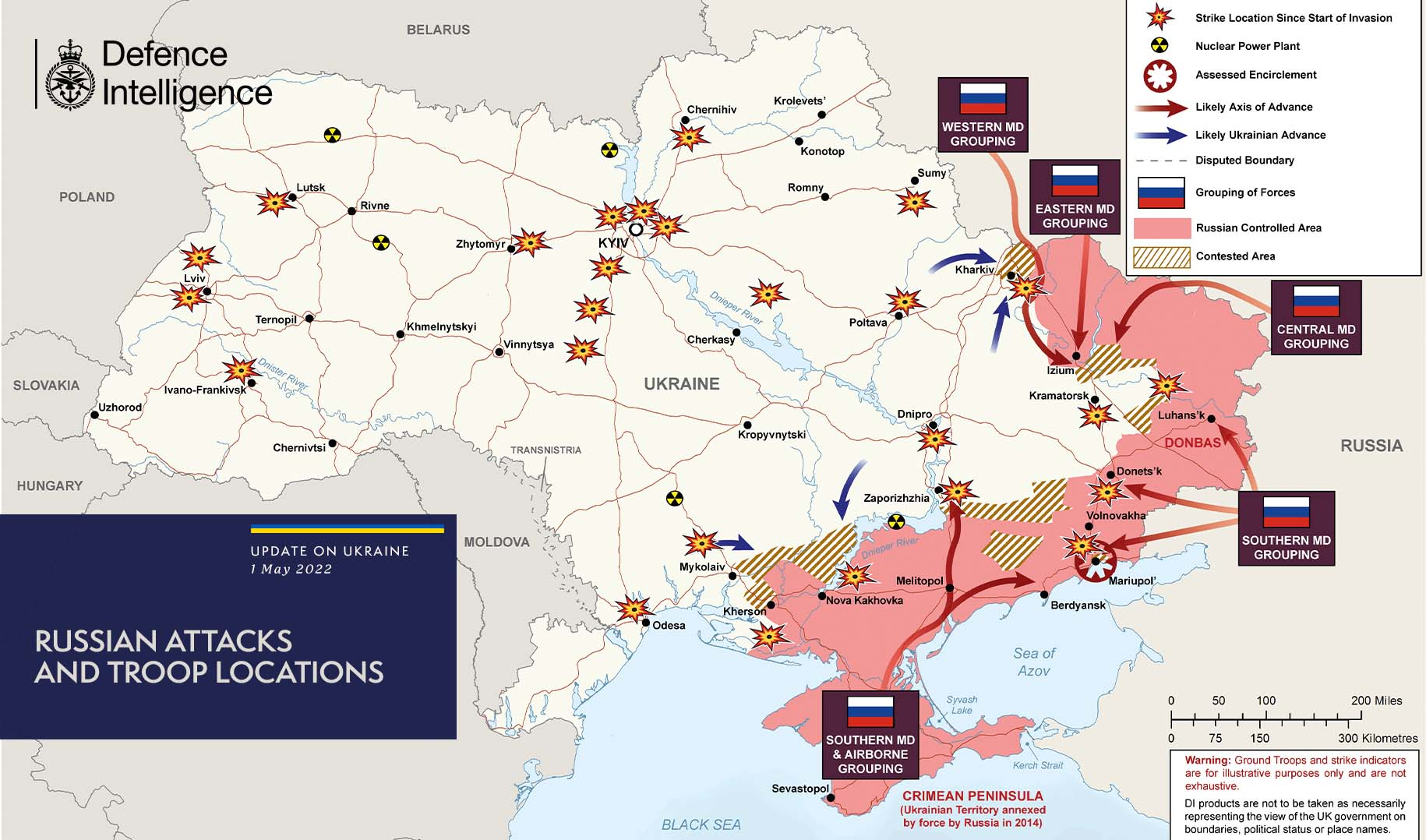
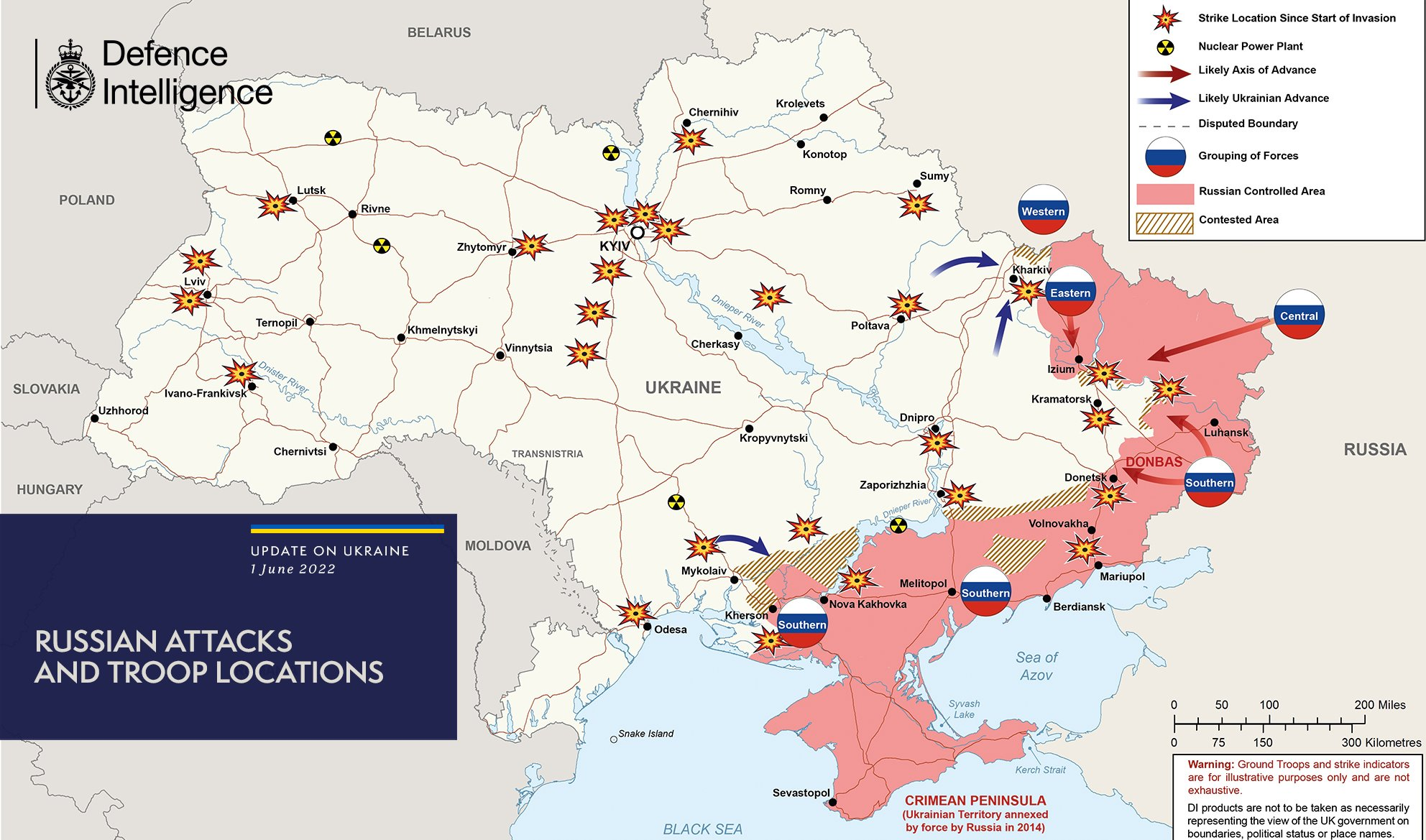
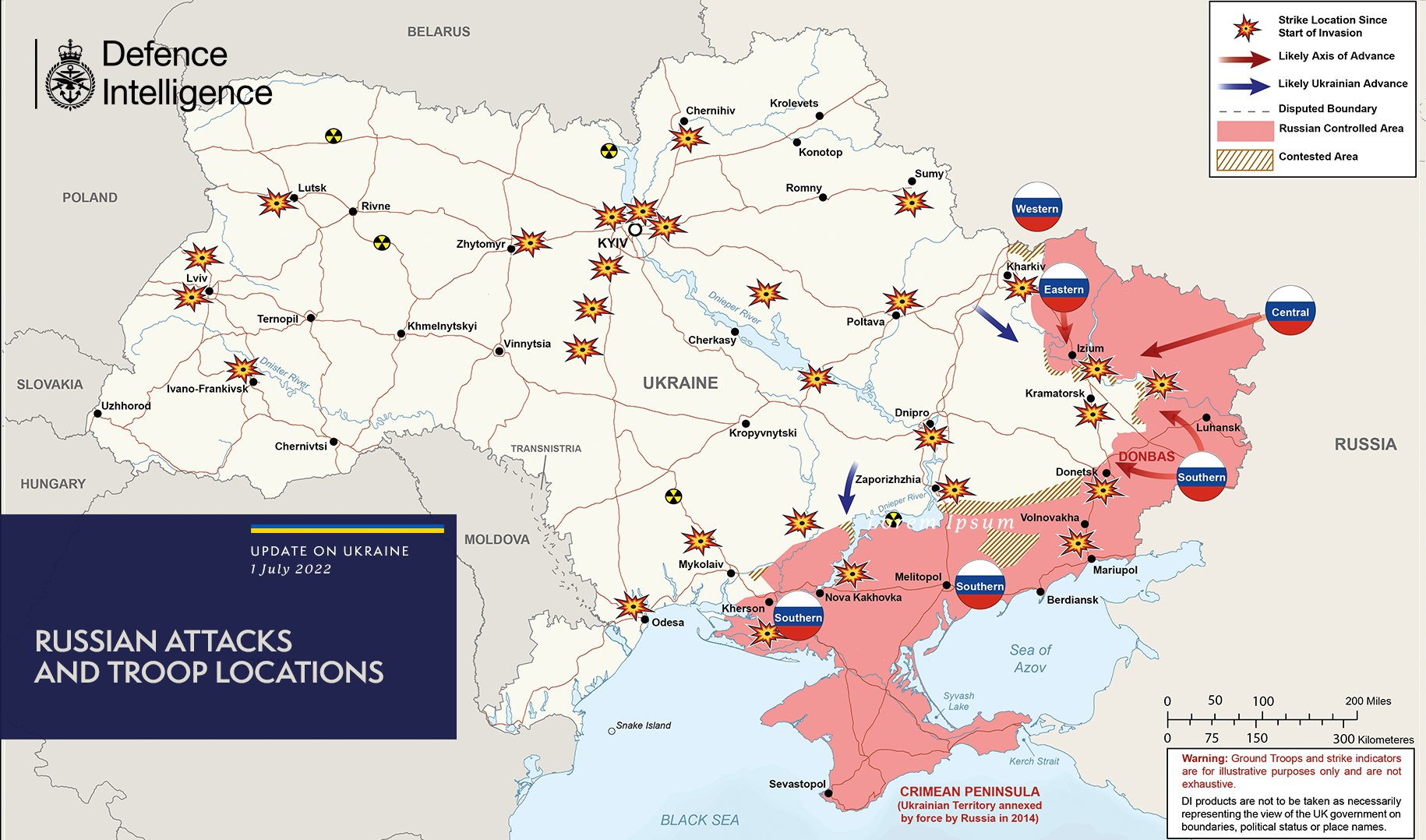
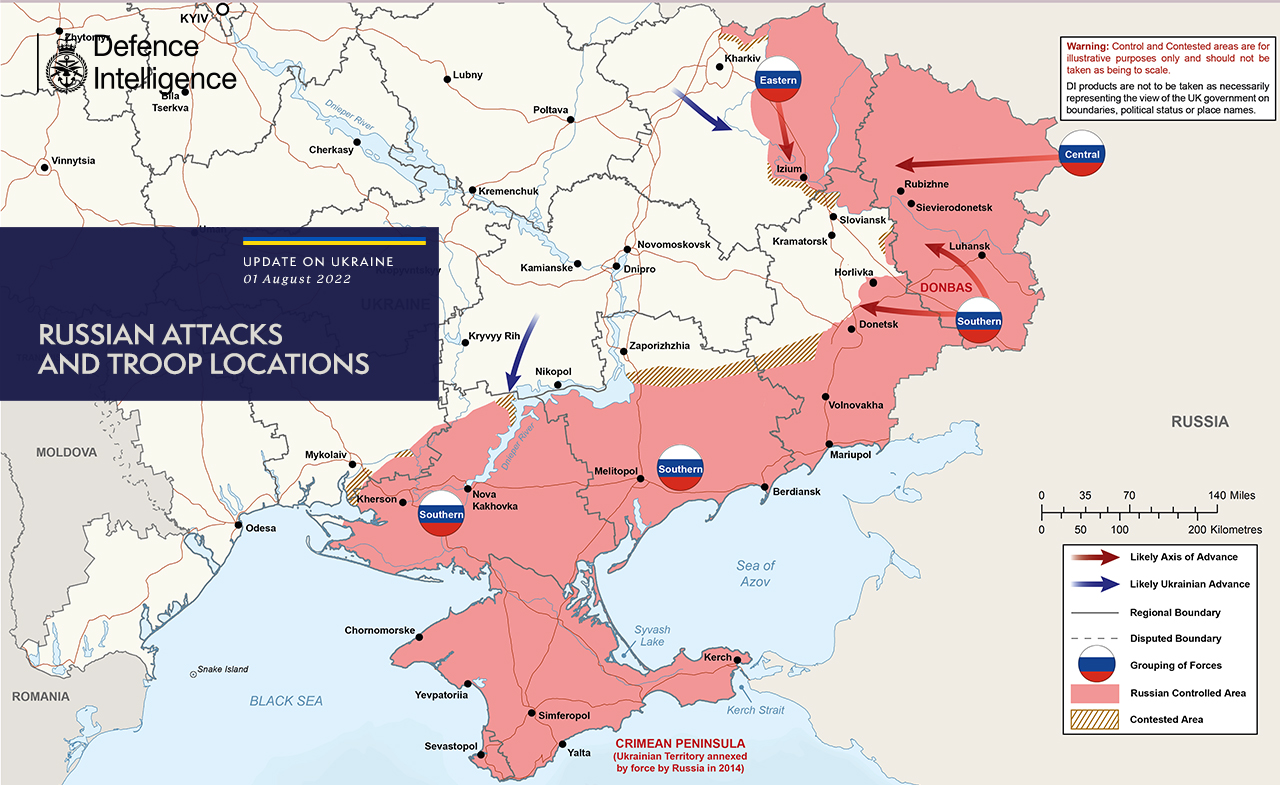
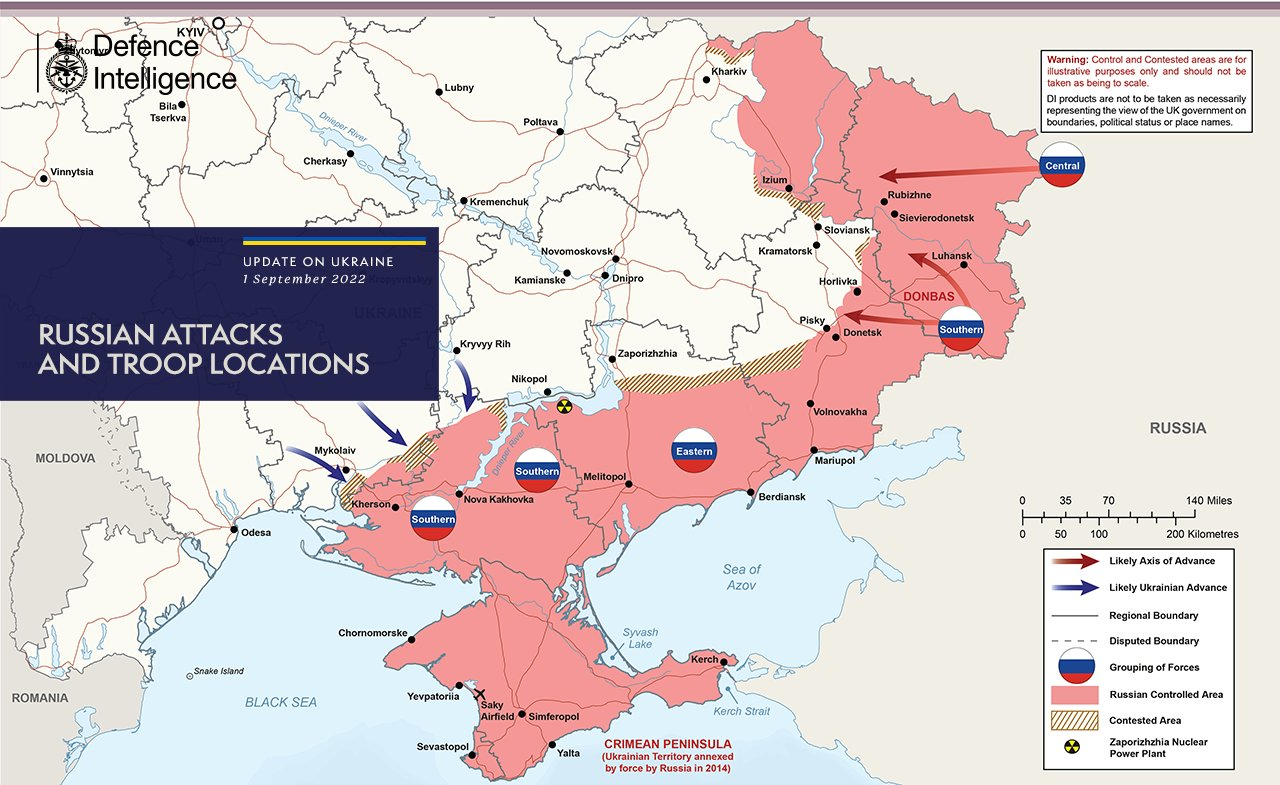
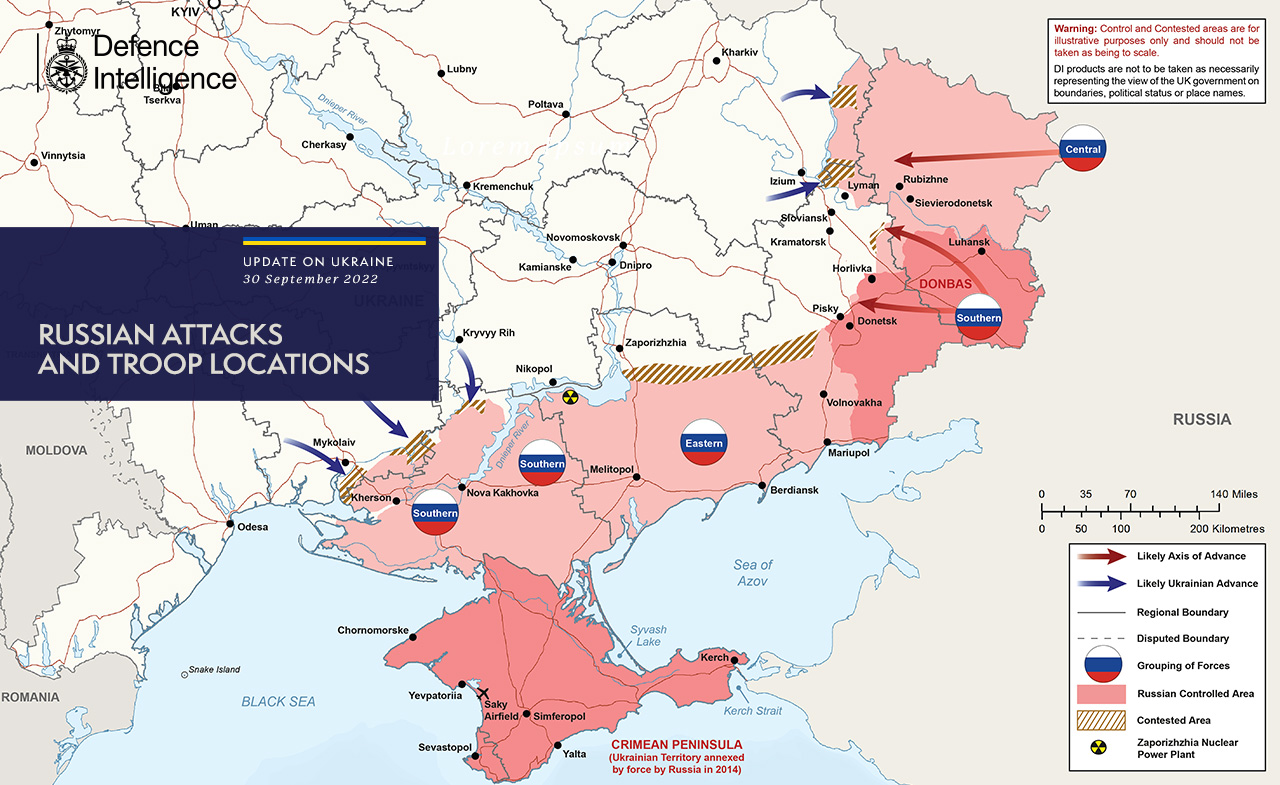
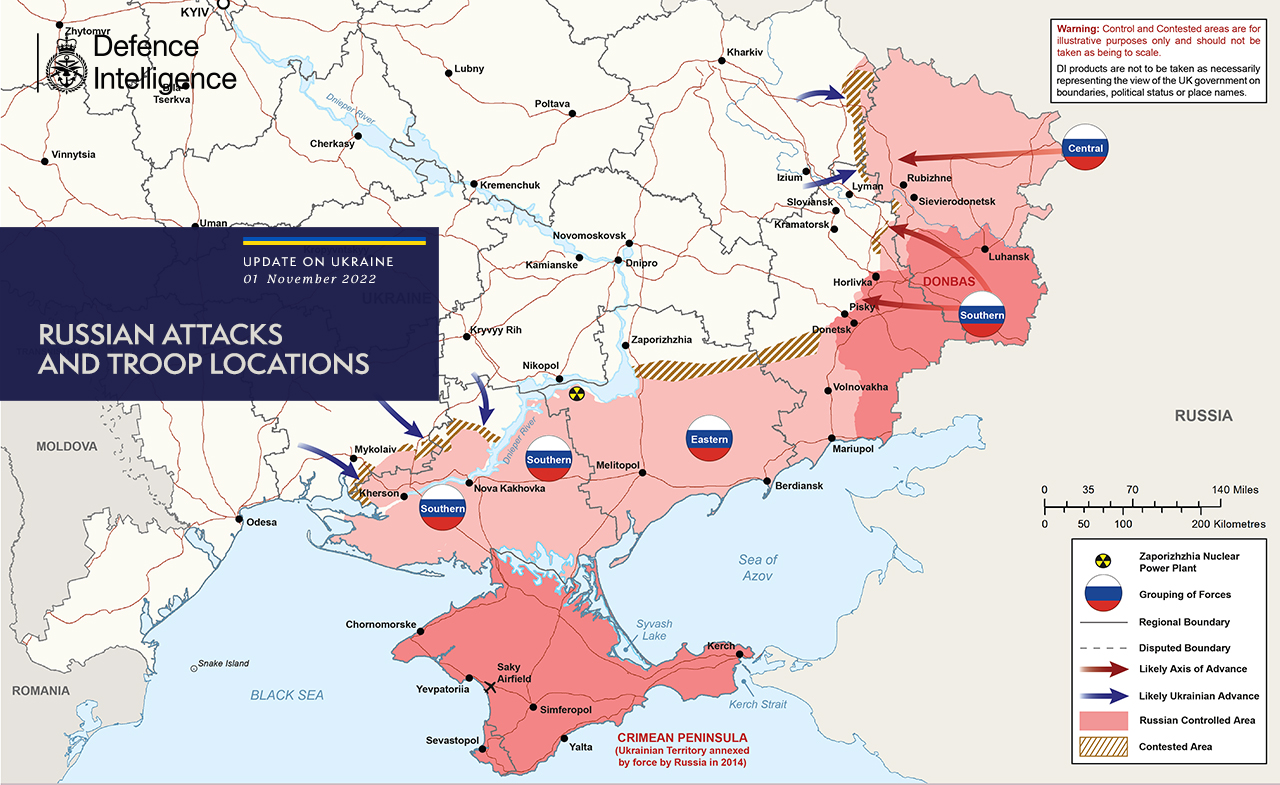
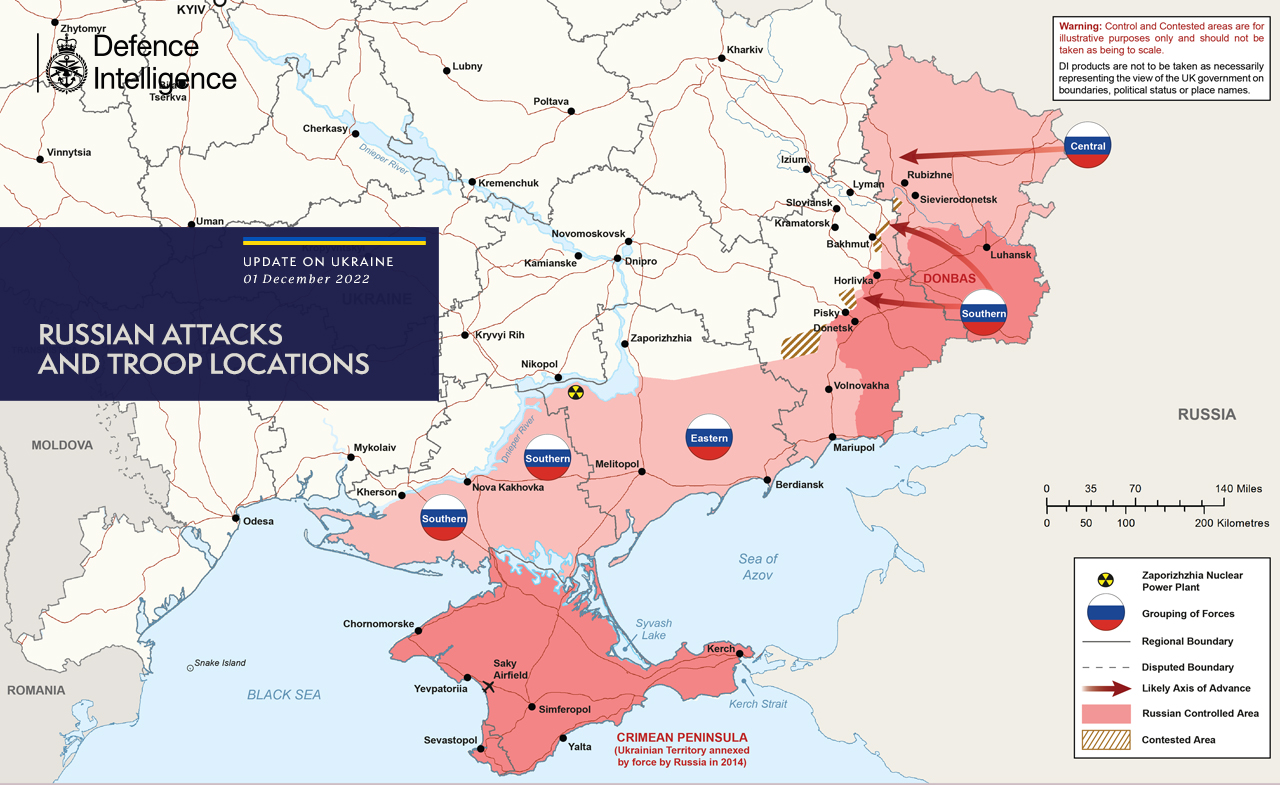
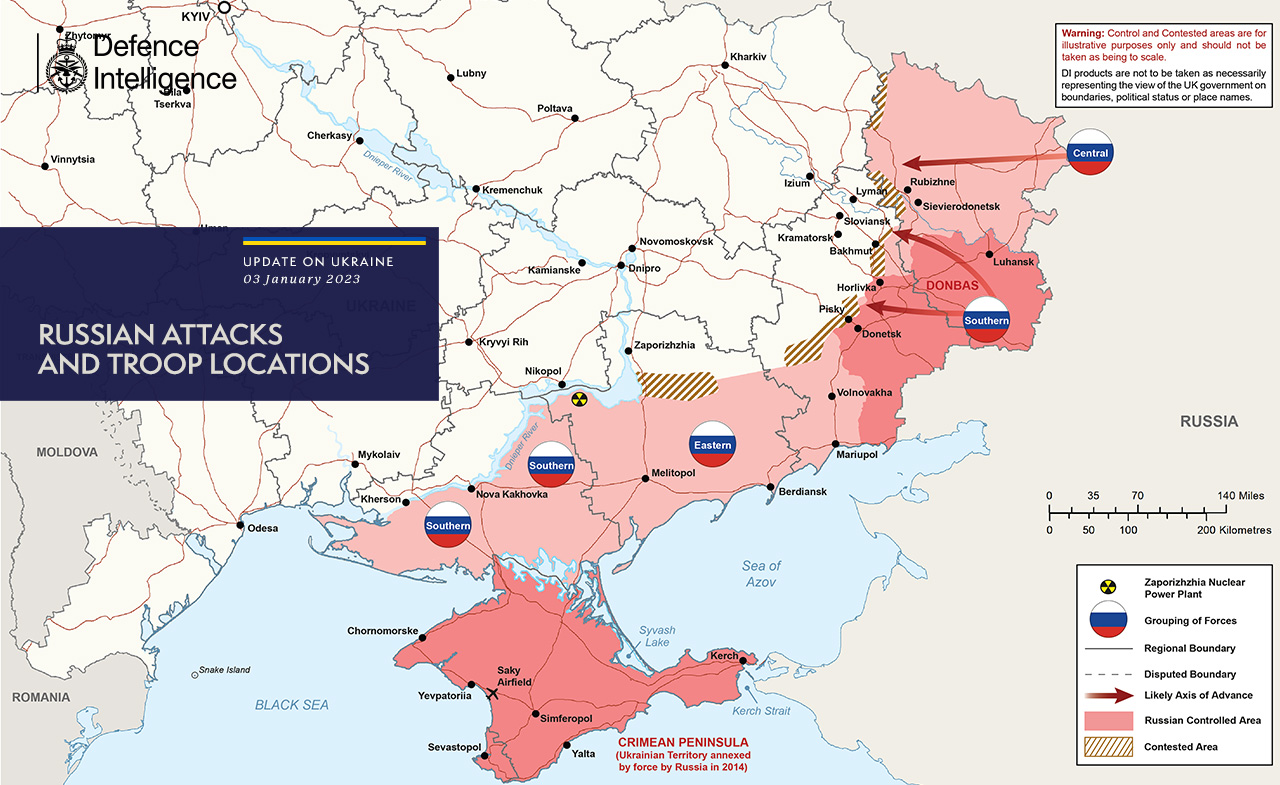
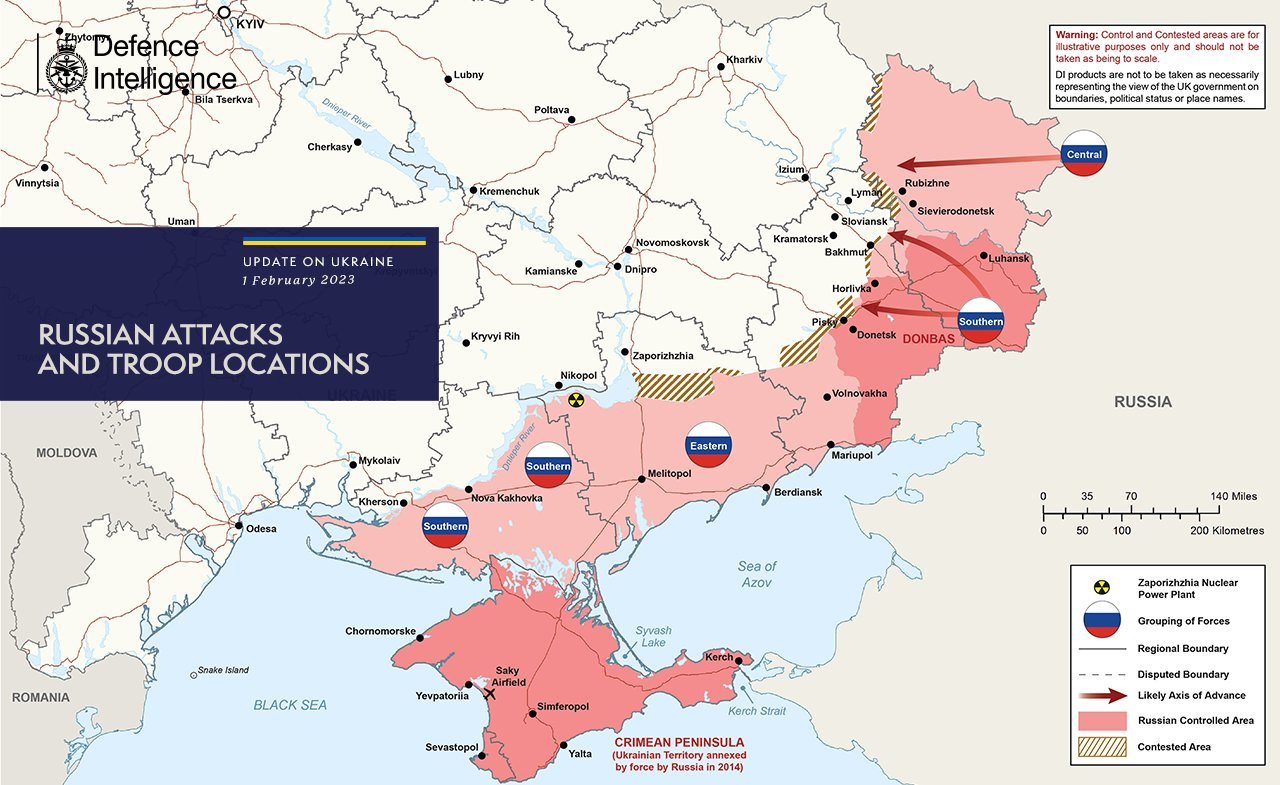
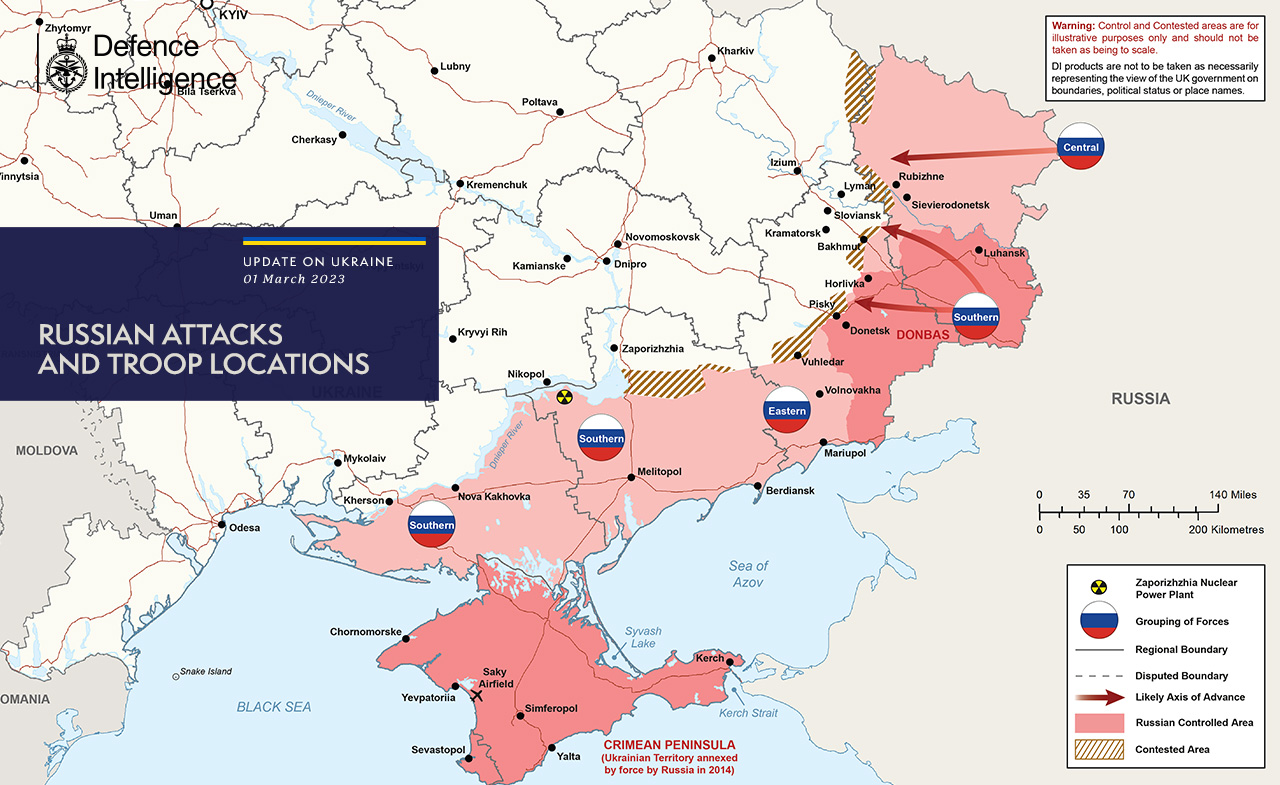
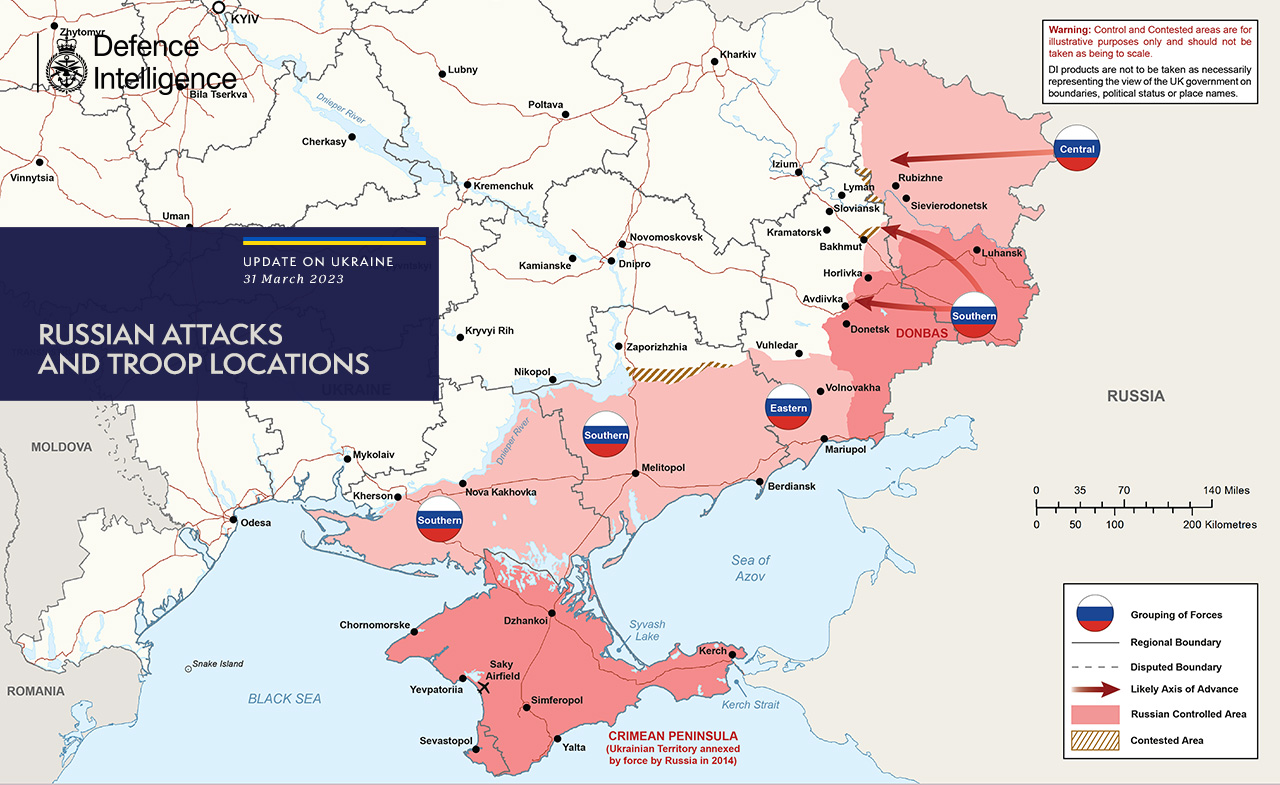
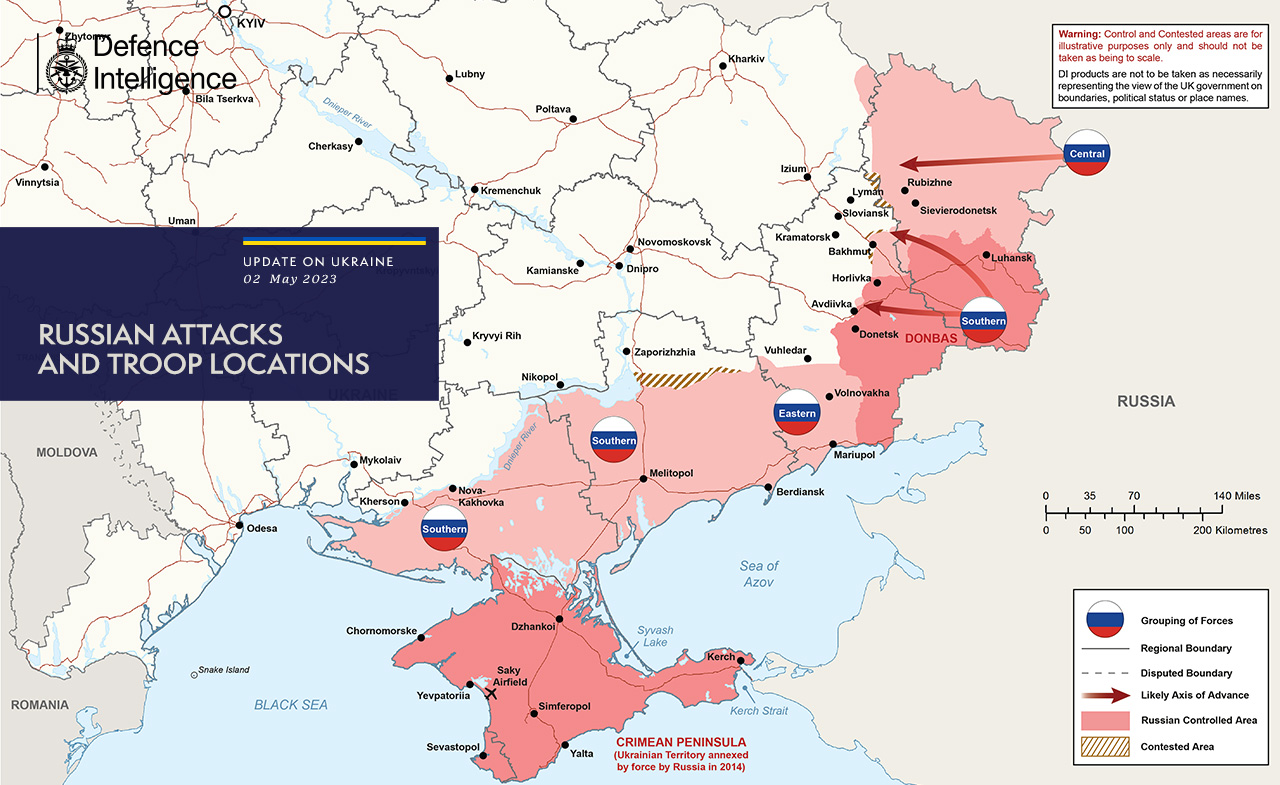
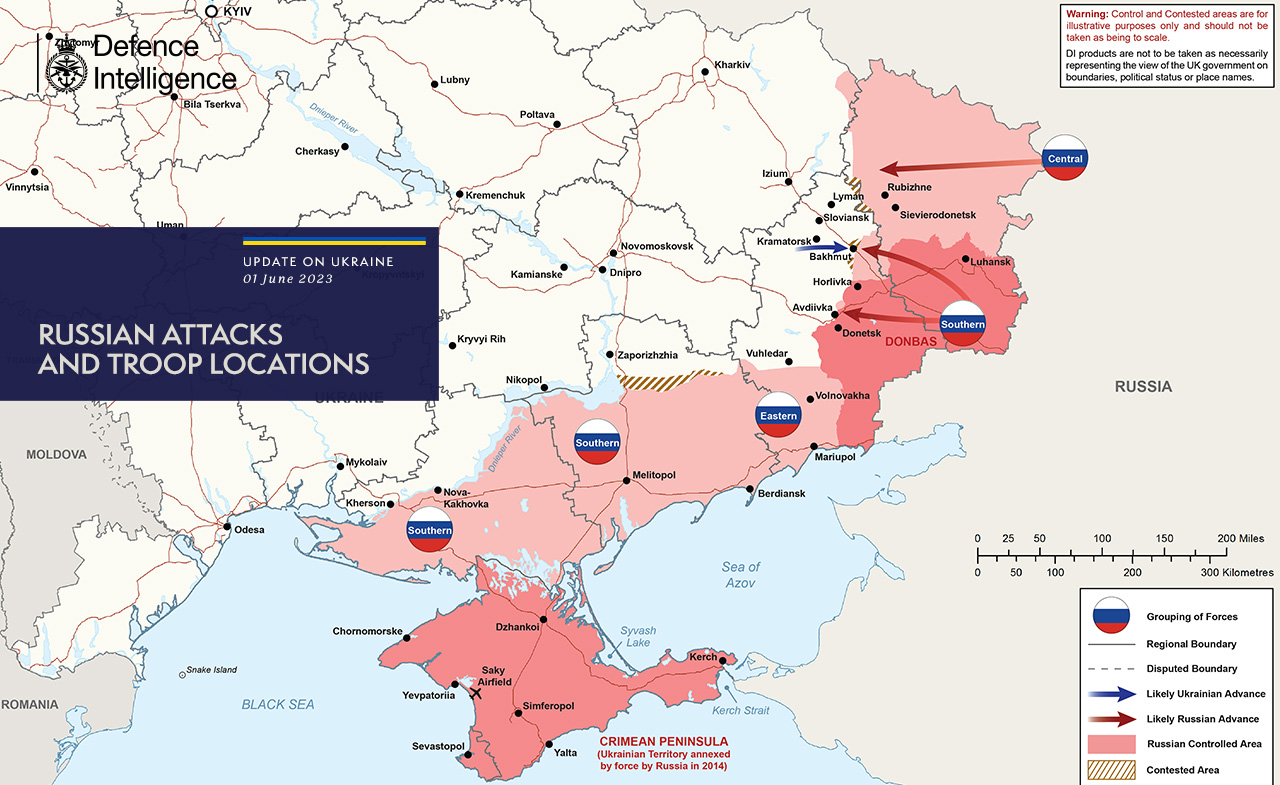
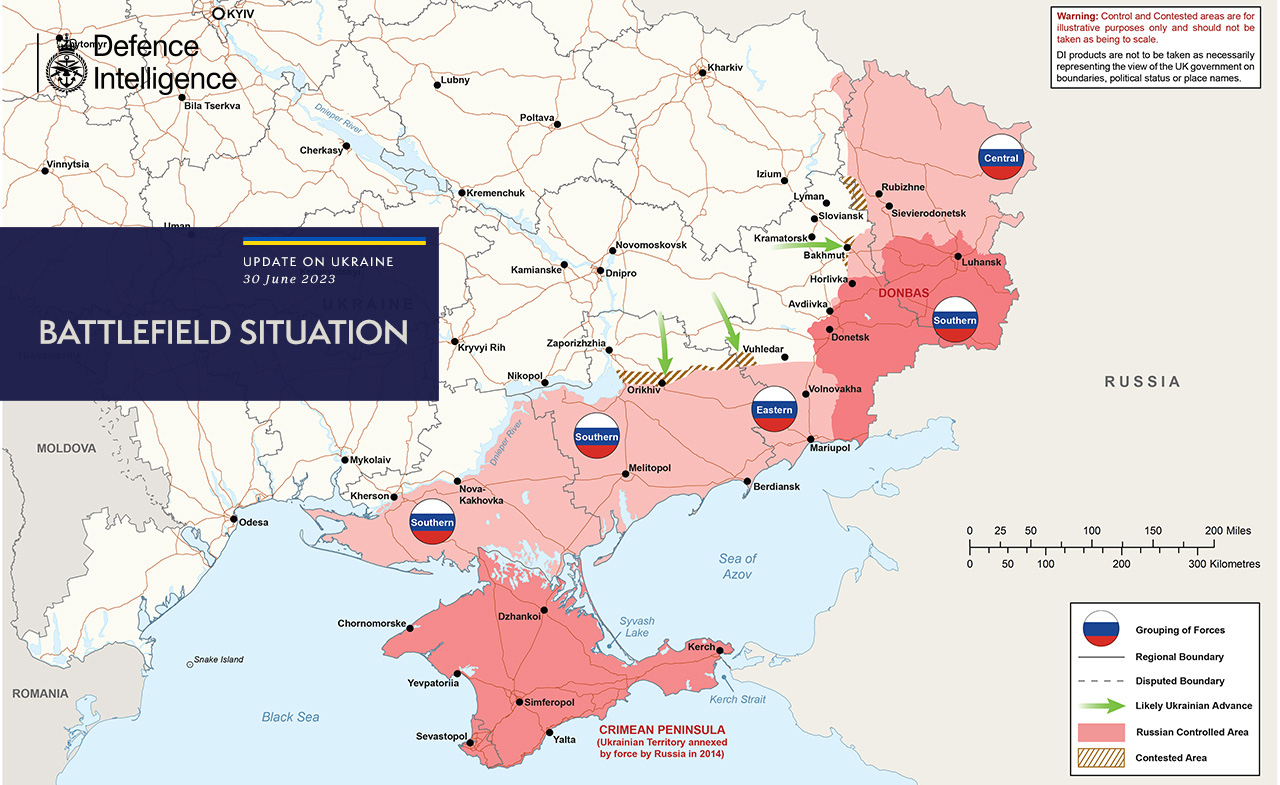